# Torsofuck
Torsofuck var ett grindcore/death metal-band från Finland som grundades år 1995 i Harjavalta. Bandet splittrades första gången 1999 för att sedan återuppstå 2001 samt 2003-2009.

## Medlemmar

### Senaste formationen
- Mikko Friberg: sång
- Tuomas Karppinen: bas (även med i Demigod och Torture Killer)
- Antti Oinonen: gitarr
- Tuomo Latvala: trummor (även med i AN och Torture Killer)

### Före detta medlemmar
- Åke Andersson - gitarr
- Jarkko Rännäli - gitarr
- Jaazer - trummor
- Tero - bas
- Valtteri "Mömmö" Salén - gitarr
- Hans - sång
- Jarkko Haapala - trummor, bas, gitarr

## Diskografi
- Erotic Diarrhea Fantasy (Goregiastic Records, 2004)
- As Semen Blends with Rot (Goregiastic Records, 2007)